# N.V. Chemische Fabriek Ping

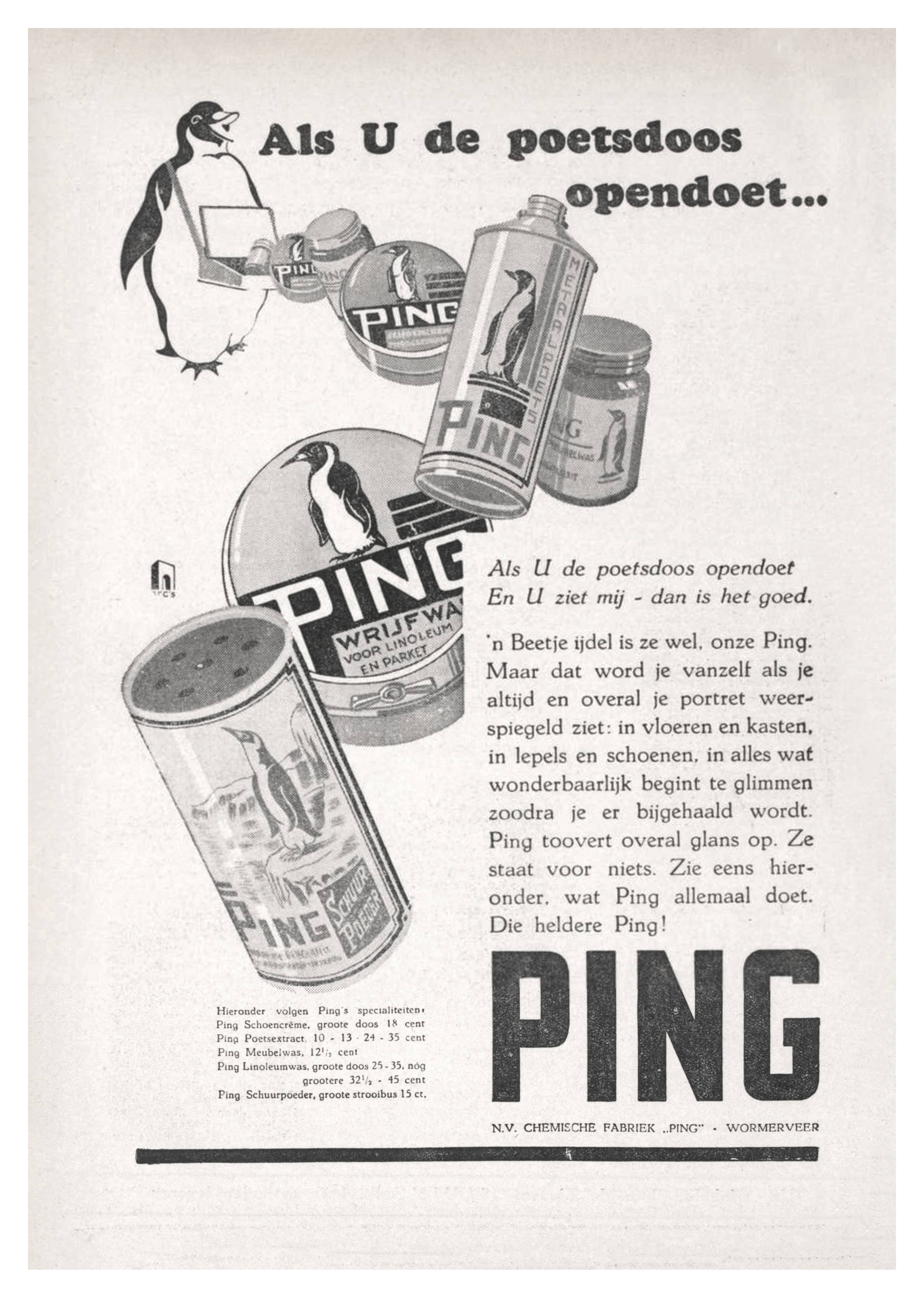
Advertentie, jaren 1930

De N.V. Chemische Fabriek Ping "Fabricage van en handel in Poets-, Reinigings- en kleurmiddelen en wasproducten" was een bedrijf in Wormerveer dat chemische producten maakte en verkocht, waaronder:
- schoencreme
- metaalpoets
- linoleumwas
- meubelwas
- glascrème

De fabriek was gevestigd aan de Zaanweg 124 in Wormerveer en werd rond 1930 opgericht door Chr.J.F. Wachholz (bedrijfsleider/directeur), J. Bus Czn (bouwkundige) en J.M. Minnesma (koopman).
Ping werd op 26 april 1935 ingeschreven in de Kamer van Koophandel van Zaandam en op 25 maart 1966 opgeheven. In de akte staat te lezen; "Sedert 1950 worden door de N.V. geen handelingen meer verricht". We kunnen dus wel met enige zekerheid zeggen dat Ping ongeveer 15 jaar actief is geweest.

## Afbeeldingen

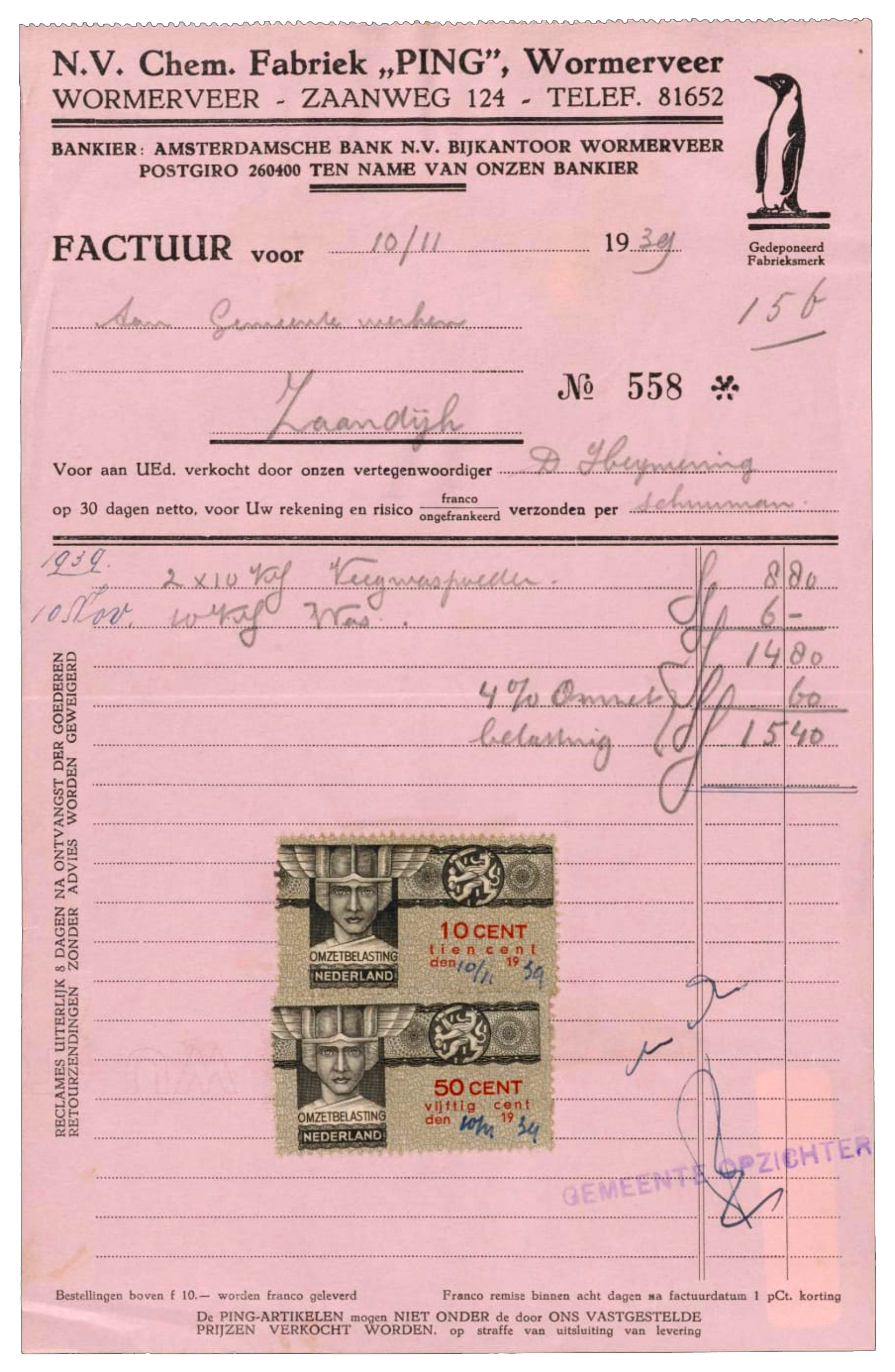
Factuur
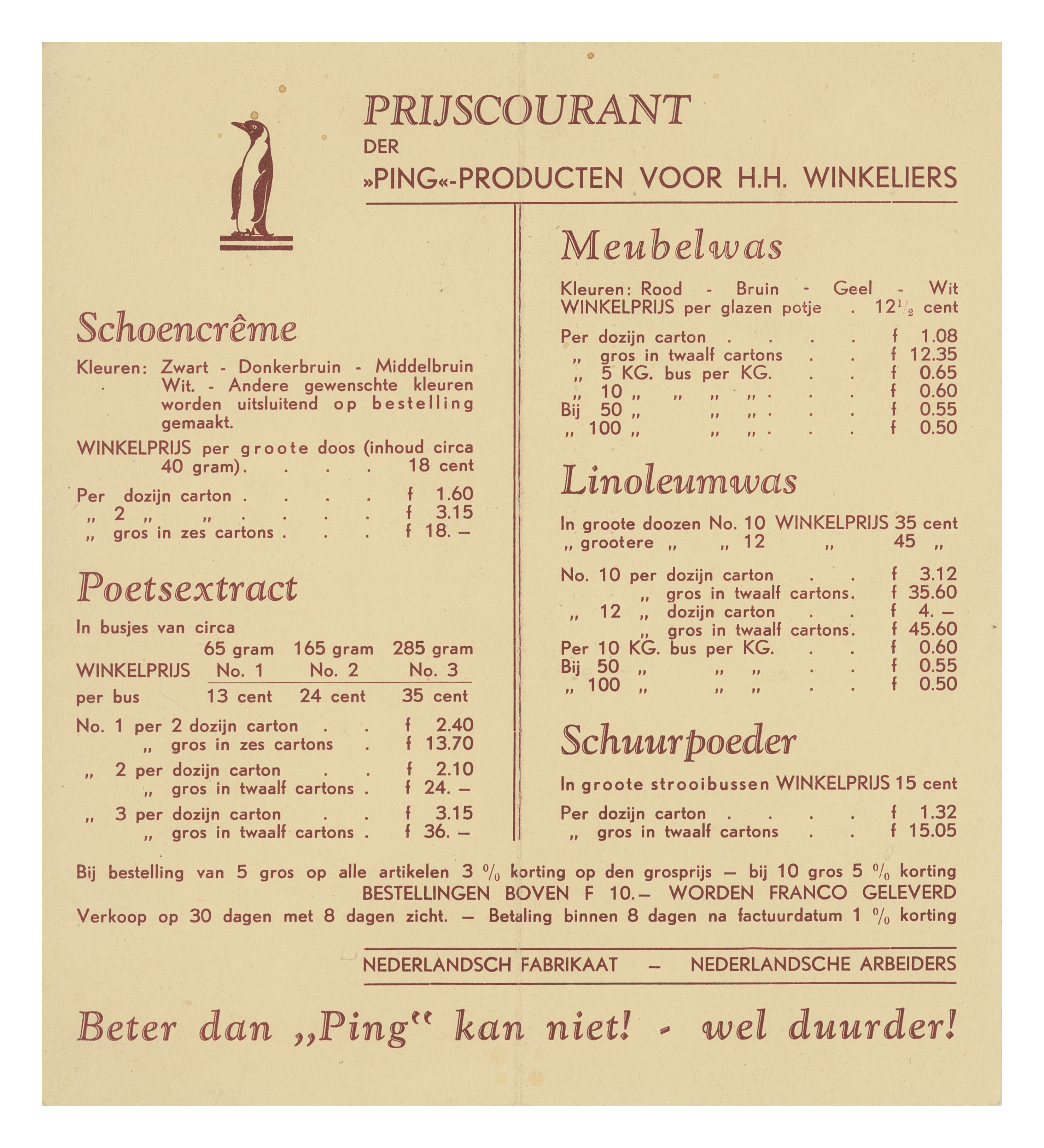
Ping prijscourant jaren 30